# 7 Pułk Szwoleżerów Cesarstwa Austriackiego
7 Pułk Szwoleżerów Cesarstwa Austriackiego – jeden z austriackich pułków kawalerii okresu Cesarstwa Austriackiego. Powstał w 1814.
Okręgi poboru: Lombardia.
Jego szefem honorowym w latach 1815–1840 był generał porucznik (FML) Johann Graf Nostitz-Rieneck, zaś dowódcą faktycznym od 1814 do 1826 – Bartholomäus Graf Alberti de Poja.

## Garnizony
- 1814: Cremona
- 1815: Kőszeg (Güns), Oedenburg
- 1816-1821: Moór